# John Strentzel
John Theophil Strentzel (ur. 29 listopada 1813, zm. 31 października 1890) – polski emigrant po powstaniu listopadowym, z wykształcenia lekarz i sadownik, osiadły po wieloletniej emigracyjnej tułaczce ostatecznie w Kalifornii, gdzie zasłużył się jako jeden z pionierów kalifornijskiego sadownictwa i zdobył uznanie jako hodowca i lokalny działacz społeczny. Pamiętany także jako teść przyrodnika i propagatora ochrony środowiska naturalnego Johna Muira.

## Biografia

### Dzieciństwo i młodość
Urodził się jako Jan Teofil Strenzel (znana jest też inna pisownia, np. Strencel) 29 lub 25 listopada 1813 r. w Lublinie. Podczas emigracyjnego pobytu na Węgrzech podawał jako miejsce urodzenia Latoszyn, prawdopodobnie z intencją ochrony przed carskimi represjami pozostałych w Lublinie członków rodu. Jego rodzicami byli Jan Strentzel i Zofia z domu Meizner; z sześciorga rodzeństwa (wszyscy ochrzczeni w Kościele ewangelicko-luterańskim) wiek dojrzały osiągnęli jedynie Jan Teofil, Henryk Krystian (ur. 1817) i Zofia (ur. 1820). W spisanej pod koniec życia autobiografii Jan Strentzel maluje obraz dostatniego, harmonijnego i bogobojnego dzieciństwa w domu otoczonym ogrodem. W wieku 17 lat przystąpił do powstania listopadowego, a po jego upadku jesienią następnego roku znalazł się wspólnie z bratem pośród tej polskiej młodzieży, której groziły nie tylko bezpośrednie represje, ale i zaciąg do carskiej armii. Wobec tego bracia zdecydowali się na emigrację i udali się na Węgry. Na akademii medycznej w Budapeszcie (będącej częścią tamtejszego uniwersytetu) Jan uzyskał w 1839 r. dyplom magistra farmacji i kwalifikacje lekarskie, zgodnie z oczekiwaniami ojca i rodzinną tradycją. W następnym roku bracia opuścili na zawsze Europę, by przybyć wpierw do Nowego Orleanu, stamtąd do Luisville, Kentucky, gdzie przyłączyli się do zorganizowanego ruchu kolonizacyjnego i z nim udali się do Teksasu. Nad rzeką Trinity River Jan Strenzel zbudował drewniany dom w tej mniej więcej okolicy, gdzie wkrótce założone zostanie miast Dallas. Gdy pionierska osada, której bracia Strentzel byli częścią, nie zdołała się rozwinąć, Jan i Henryk zakupili teren pod gospodarstwo w Lamar County, a Jan rozpoczął praktykę lekarską. Wkrótce zyskał uznanie i sympatię okolicznych osiedleńców dzięki „oddaniu, z jakim otaczał opieką lekarską wszystkich członków społeczności, bez względu na ich rasę czy sytuację finansową”. O tym, jak trudne jednak były relacje rasowe w tamtym burzliwym czasie istnienia Republiki Teksasu świadczy jeden z zachowanych listów Jana Strentzela do narzeczonej, w którym wyznanie miłości poparte jest konwencjonalną gotowością zabijania Indian w jej obronie. W grudniu 1843 r. Jan Strentzel poślubił Louisianę Erwin (ur. 1821), której rodzina o długiej pionierskiej historii mieszkała najpierw w teksańskim Buve Prairie w hrabstwie Fannin, a potem w Honey Grove. Tamte tereny, leżące na zachodnich krańcach zasiedlanych regionów, były wystawione nie tylko na ataki Indian, maruderów i zwykłych bandytów Dzikiego Zachodu, ale były i dziczą, w której królowały wilki, pumy i grzechotniki; taki obraz rzeczywistości wokół Honey Grove odmalował artykuł w lokalnej gazecie. Wiosną 1849 r. doktor Strentzel z żoną i dwuletnią córką postanowili z grupą 135 pionierów (nad którymi miał sprawować opiekę medyczną) wywędrować do Kalifornii, kuszącej ich nie tyle właśnie odkrytymi tam złożami złota, co łagodnym klimatem i żyznymi terenami.

### Lata dojrzałe
Karawana krytych wozów wyruszyła z Clarksville w maju 1849 r. w pełną niebezpieczeństw grożących ze strony Indian i bandytów podróż przez trudne tereny (m.in. pustynny płaskowyż Staked Plains, pustynię Mojave), przekraczając rzeki (m.in. dwukrotnie Brazos, Puerco, Rio Grande, Gila, Kolorado), górskie przełęcze (m.in. Guadalupe Pass). Podążano tym samym szlakiem, którym do Kalifornii ciągnęli nie tylko szukający nowych ziemi osadnicy, ale i poszukiwacze złota. Po drodze doświadczono napadów ze strony Indian, długich okresów bez wody i paszy dla zwierząt, burz piaskowych, chorób i innych nieszczęść – co John Strentzel opisał szczegółowo w swojej autobiografii, a jego żona w zachowanym dzienniku. Po kilkutygodniowym pobycie w San Diego, Kalifornia, na przełomie 1849 i 1850 r. ruszono na północ, by w połowie kwietnia 1850 r. przybyć w rejon dzisiejszego La Grange nad rzeką Toulumne z postanowieniem osiedlenia się w tym rejonie na stałe.
Z początku zainwestowali pieniądze uzyskane w wyjątkowo korzystnej sprzedaży na północ od San Diego mułów i krytych wozów, na których przybyli do Kalifornii, w założenie sklepu, hotelu i promu przez Toulumne. Dobrą passę w prowadzeniu interesów przerwała najpierw śmierć ich pięciomiesięcznej córki Louisiany Lotty, a następnie choroba żony Johna Strentzela, która na ponad trzy lata przykuła ją do łóżka. Łatwiejszym do ogarnięcia źródłem dochodu i stylem życia wydawało się gospodarstwo rolne, więc w 1852 r. sprzedano biznes pod miejscowością La Grange, a John razem z bratem Henrym nabył 600 akrów terenu rolnego niedaleko Snelling. Dobrze zapowiadająca się uprawa warzyw i owoców została jeszcze w tym samym roku całkowicie zniszczona podczas powodzi na rzece Merced. Z wielkim trudem i kosztem własnego zdrowia zdołał John Strentzel uratować życie ciężko chorej żony i czteroletniego syna.

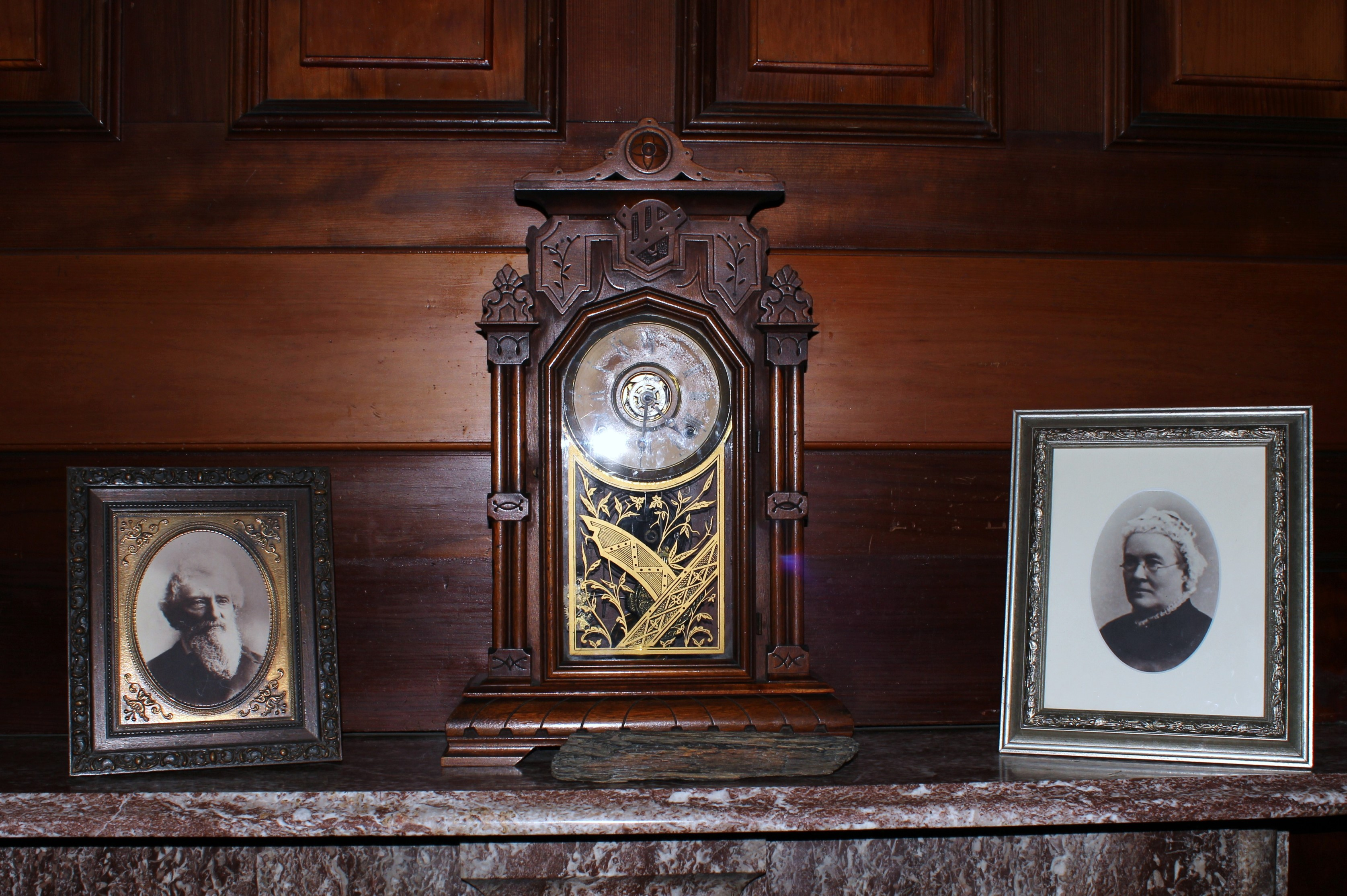
Małżonkowie John i Louisiana Strentzel

W poszukiwaniu dogodniejszych warunków przeniesiono się na początku 1853 r. najpierw do Santa Cruz, ale tamtejszy klimat był niekorzystny dla osłabionych wcześniejszym zapaleniem płuc ojca rodziny, a następnie do Benicii, ówczesnej stolicy stanu Kalifornia. Dzięki poradom i własnym rekonesansom John Strentzel natrafił na wyjątkowo obiecująco rokującą, żyzną dolinę Cañada del Hambre w pobliżu Martinez w hrabstwie Contra Costa. Wspólnie z bratem zakupili 20 akrów terenu pod uprawę drzew owocowych i „z wielkim zapałem [...] podjęli na nowo sadownicze eksperymenty, zapoczątkowane na wspólnych terenach pod Snellingiem”. Jesienią 1861 r. jako plony z ich upraw zebrano: jabłka, gruszki, brzoskwinie, śliwki, morele, figi, czereśnie, winogrona, jeżyny, agrest, truskawki, buraki, pomarańcze, migdały i oliwki. Przedsiębiorstwo pod nazwą Alhambra Valley (tym mianem Lousiania Strentzel zastąpiła wcześniejszą hiszpańską nazwę „dolina głodu”) funkcjonowało doskonale.
Bracia Jan i Henryk nieprzerwanie udoskonalali szczepy hodowany przez siebie roślin i usprawniali metody prowadzenia całego gospodarstwa i firmy, tak że wkrótce obie rodziny (Henryk ożenił się w 1848 r.) doszły do znacznego majątku. Proporcjonalne do sukcesu materialnego były różne formy zaangażowania Johna Strentzela w lokalne życie społeczne (por. poniżej Udział w życiu społecznym). W sierpniu 1857 r. zmarł na błonicę ich syn John Erwin Burchard, co było dla obojga rodziców tragedią, z której nie zdołali się otrząsnąć do końca życia.
Tuż przez śmiercią Johna Strentzela cały majątek Strentzelów obejmował tereny sadownicze o obszarze 2303 akrów, dwa kwartały w centrum Martinez i na nabrzeżu, nieruchomości w San Francisco i w Teksasie. W testamencie całą posiadłość zapisał John Strentzel żonie i córce, a kilka innych parceli przyjaciołom i współpracownikom. John Strentzel został pochowany na niewielkim prywatnym cmentarzu, gdzie spoczywają także inni członkowie rodziny, w pobliżu ich dawnej posiadłości w Alhambra Valley.

## Udział w życiu społecznym i towarzyskim

### Praca na rzecz lokalnej społeczności
Sukces finansowy własnego przedsiębiorstwa ogrodniczego i sadowniczego skłaniał rodzinę Strentzelów w naturalny sposób do udziału z lokalnym życiu gospodarczym na szerszą skalę. Ich wielkim przyczynkiem do wzrostu gospodarczego Martinez było założenie w sierpniu 1874 r. miejscowego oddziału powstałej w 1867 r. ponadstanowej grupy interesu National Grange of the Order of Patrons of Husbandry, zwanej popularnie The Grange, skupiającej lokalne inicjatywy na rzecz współpracy, nie tylko rolniczej czy farmerskiej. John Strentzel ośmiokrotnie sprawował funkcję kierowniczą (Master of the Grange) Alhambra Grange of the Patrons of Husbandry, a jego żona stała na czele kobiet członkiń The Grange (jako Matron of the Grange) w latach 1874–1890. Wśród licznych zasług Alhambra Grange było zbudowanie nabrzeża Granger’s Wharf wraz ze składami i zapleczem (Grange Hall) umożliwiającymi farmerom z Martinez bezpośrednie i łatwiejsze ekspediowanie ich produktów. Strentzelowie popierali także rozwój kolei i scedowali odcinek swoich terenów na jej rozbudowę. Mieli też wkład finansowy w rozbudowę zakładów usług komunalnych, np. Martinez Gas and Electric Company (której był prezesem). John Strentzel zasiadał na ławie przysięgłych (Contra Costa Grand Jury), w zarządzie szkolnym i pełnił inne funkcje w rozlicznych organizacjach. Znana była powszechnie hojność Strentzelów wobec organizacji kościelnych, dobroczynnych i edukacyjnych. W 1877 r. Strentzelowie założyli na terenie swojego Rancho Cañada osiedle Valona, składające się z 47 parcel i 24 kwartałów mieszkaniowych. Jak wyznał w swojej autobiografii, John Strentzel czuł się republikaninem, a to w jego przekonaniuoznaczało angażowanie się wszędzie tam, gdzie możliwe było podniesienie interesu narodowego i dobrobytu przybranej ojczyzny.

### Osiągnięcia sadownicze
Doświadczenie ogrodnicze i sadownicze braci Strentzelów sięgało ich dzieciństwa w Lublinie, gdzie mieszkali w domu otoczonym sadem i ogrodem. Podczas studiów na Węgrzech John Strentzel, jak wspomina w swojej autobiografii, zapoznał się także z procesem produkcji win i zasadami handlu wyrobami winiarskimi. Wiedzę poparła pasja szczepienia nowych drzew owocowych i inne eksperymenty hodowlane, dzięki którym sady braci Strentzelów stały się „modelem naukowego ogrodnictwa na całe hrabstwo Contra Costa” (a model of scientific horticulture within Contra Costa County). Innowacyjne były także ich metody pakowania owoców w pojemniki z karbonizowanymi otrębami (carbonized bran) i ich transportu na rynki San Francisco. Tak wielka była ciekawość i wola eksperymentowania Johna Strentzela, że w 1860 r. szczepił aż 50 różnych odmian brzoskwiń. Bez wahania dzielił się też wynikami swoich sadowniczych eksperymentów rozdając zainteresowanym pędy do szczepienia za darmo i obdarowywał owocami. Wierzył w rozliczne korzyści płynące z sadownictwa i propagował swoje idee przez prelekcje i na łamach lokalnej „Contra Costa Gazette” i w magazynach naukowych publikowanych np. przez California Horticultural Society. W latach 1860. i 1870. był orędownikiem przestawienia rolnictwa w Kalifornii z upraw pszenicy na uprawę owoców; w połowie lat 1880. owoce i orzechy produkowane przez niego i podzielających jego idee innych sadowników były produktami równie ważnymi dla gospodarki Martinez co zboża. Za swe osiągnięcia zdobywał też nagrody, jak np. na targach stanowych w 1863 r. za produkowane przez niego rodzynki z winogron odmiany muscat.
John Strentzel należał do tego pokolenia kalifornijskich sadowników, którzy nadali kształt gospodarce rolniczej całego tego regionu, ale tytuł „ojca kalifornijskiego ogrodnictwa” (Father of California Horticulture) przysługuje nie jemu, lecz profesorowi Uniwersytetu Kalifornii Edwardowi Jamesowi Wicksonowi.

### Kontakty z Polonią
John Strentzel przyjął amerykańskie obywatelstwo i był zdeklarowanym amerykańskim patriotą, zawsze jednak podkreślał swoje pochodzenie z Polski, nieistniejącej za jego życia na mapach świata. Ich dom i posiadłość w Alhambra Valley gościły regularnie Polaków, w tym wiele znakomitości. Helena Modrzejewska po przybyciu do Ameryki w 1876 r. musiała szybko nauczyć się angielskiego i być może pomógł jej w tym pobyt w domu Strentzelów. Innym znakomitym gościem, który się u nich zatrzymał Henryk Sienkiewicz, aktywnie uczestniczący wówczas w życiu polskiej społeczności artystycznej w Kalifornii.

## Związek rodzinny z Johnem Muirem
Dnia 14 kwietnia 1880 r. córka Johna i Louisiany Strentzelów Louisa (Louie) Wanda Strentzel, jedyna pozostała przy życiu z trojga rodzeństwa, poślubiła Johna Muira, wybitnego przyrodnika szkockiego pochodzenia, jednego ze zwolenników radykalnej ochrony przyrody, który wkrótce miał na tym polu osiągnąć międzynarodową sławę i uznanie. Drogę ku ich związkowi wyznaczyły swatujące wysiłki zaprzyjaźnionych ze Strentzlami par: Jeanne i Ezra S. Carr oraz Mary Louise and John Swett. John Muir mieszkał w domu Swettów w San Francisco od 1874 r. pracując nad artykułami do Studies in the Sierra i przyjaźń z Johnem Swettem, stanowym inspektorem szkolnym, wtenczas nawiązana przetrwała do śmierci Swetta w 1913 r. Małżonkowie Swett należeli do kręgu towarzyskiego Johna Strentzela i według badacza biografii Johna Muira Franka E. Buske, Mary Louise „uważała, że Muir i Louie Strentzel do siebie pasują, i miała nadzieję, że ich ze sobą pozna”. Profesor Ezra Carr był jednym z naukowych mentorów Johna Muira w trakcie jego studiów na uniwersytecie Wisconsin w Madison, a w krótkim czasie razem z żoną Jeanne włączyli go do kręgu swoich bliskich przyjaciół. Dzięki niezwykle częstej, zażyłej i otwartej na wszelkie tematy korespondencji szczególnie ścisłe więzy przyjaźni związały na całe życie Johna Muira z Jeanne Carr. To ona głównie namawiała Muira, by po latach spędzonych na eksploracji i badanich w dolinie Yosemite osiedlił się między ludźmi i przystąpił do publikowania wyników badań. Małżonkowie Carr mieszkali od 1870 r. w Oakland, Kalifornia, odległym od Martinez o ok. 30 km, a ich bliskie kontakty opierały się także na wspólnocie zainteresowań Ezry Carra i Johna Strentzela naukowymi metodami hodowli roślin i wspólnej działalności w The Grange. Strentzelowi znane były artykuły Johna Muira na tematy przyrodnicze publikowane w kalifornijskim „Overland Monthly”. Do pierwszego spotkania Strentzelów i Johna Muira doszło w domu Ezry i Jeanne Carrów w Oakland w 1874 r. i sympatia i uznanie były obustronne. Na zaproszenie do odwiedzenia ich w Alhambra Valley odpowiedział Muir jednak dopiero w listopadzie 1877 r. krótką wizytą po drodze z wyprawy tratwą w dół rzeki Merced do San Joaquin. W następnych dwóch latach miały miejsce kolejne odwiedziny i wymiana listów. Podczas wizyty Muira w Alhambra Valley 16 czerwca 1879 r. odbyły się formalne zaręczyny, ku wielkiej radości i uldze małżonków Strentzel. W momencie zawierania małżeństwa w kwietniu 1880 r., John miał lat 42, a Louie 33.
Małżeństwo wniosło w niezależne dotychczas życie Muira wiele dobrych aspektów stabilizacji, jak solidne zaplecze finansowe i pozycję w społeczeństwie, ale przede wszystkim Muir znalazł w swojej żonie wyrozumiałego i wiernego przyjaciela. W prezencie ślubnym John i Louie otrzymali dom, w którym Strentzelowie sami dotychczas mieszkali, okazałą willę w stylu holenderskiej architektury kolonialnej. Choć współżycie pod jednym dachem układało się harmonijnie, John Strentzel przystąpił do budowy nowego domu dla siebie i żony na wzgórzu w odległości ok. 1,5 kilometra od starego domu. Nowy dom w italizującym stylu wiktoriańskim (Italianate Victorian) wyposażony był – w przeciwieństwie do starego – we wszelkie najnowsze urządzenia i wygody: gazowe oświetlenie, kominki opalane węglem, toalety z bieżącą wodą, a od 1885 r. nawet telefon; na piętrze znajdowało się pięć sypialni. Do umowy małżeńskiej należało także zobowiązanie się Johna Muira do podjęcia obowiązków związanych z prowadzeniem sadów i firmy ogrodniczej, rozrastającej się ponad siły jednej osoby. Muir zdołał co prawda odbyć jeszcze parę wypraw (m.in. na Alaskę w 1880 i 1881 r., i kilkakrotnie w Sierra Nevada), także za namową żony, ale teść miał dla takich eskapad mniej zrozumienia. Toteż Muir poświęcił się całkowicie życiu rodzinnemu (w 1881 r. przyszła na świat pierwsza córka), uprawom i prowadzeniu interesu, i to z wielkim sukcesem finansowym. Nie był zainteresowany kontynuowaniem eksperymentalnego sadownictwa, skupiając się na powiększaniu terenów oddanych pod uprawę winorośli i drzew owocowych. Bez większych strat przeprowadził rodzinną firmę przez okres spadku cen produktów rolnych w latach 1880. i wkrótce zgromadził majątek, który zapewniał dobrobyt całej rodzinie do końca życia.
Wraz ze śmiercią Johna Strentzela w 1890 r. domy i posiadłość przeszły na jego żonę i córkę, a po śmierci Louisiany Strentzel w 1897 r. w całości na Muirów. Od końca lat 1880. John Muir przebywał jednak znowu coraz więcej w górach, podróżował i oddawał się pracy naukowej. Posiadłość w Alhambra Valley sprzedawana była po kawałku, także by finansować jego badania, kampanie na rzecz ochrony przyrody i pracę pisarską. Córki Johna i Louie Muirów nie były zainteresowane przejęciem interesu. Małżonkowie Muir mieszkali nadal w nowym domu rodziców (do którego przenieśli się po śmierci Johna Strantzela), w nim też zmarła w czerwcu 1905 r. Louie Strentzel Muir. W rok później starsza córka Muirów, Wanda, wyszła za mąż i młoda para zamieszkała w mniejszym, starszym domu. W nowym mieszkali John Muir z młodszą córką Helen, pomagającą mu porządkować manuskrypty, dzienniki i notatki, ale i ona wyszła niebawem za mąż i przeniosła na ranczo na obrzeżach pustyni Mojave. Wyjeżdżając do niej z wizytą pod koniec grudnia 1914 r. John Muir opuścił posiadłość Strentzelów po raz ostatni. Zmarł w szpitalu w San Francisco w dzień przed Wigilią.

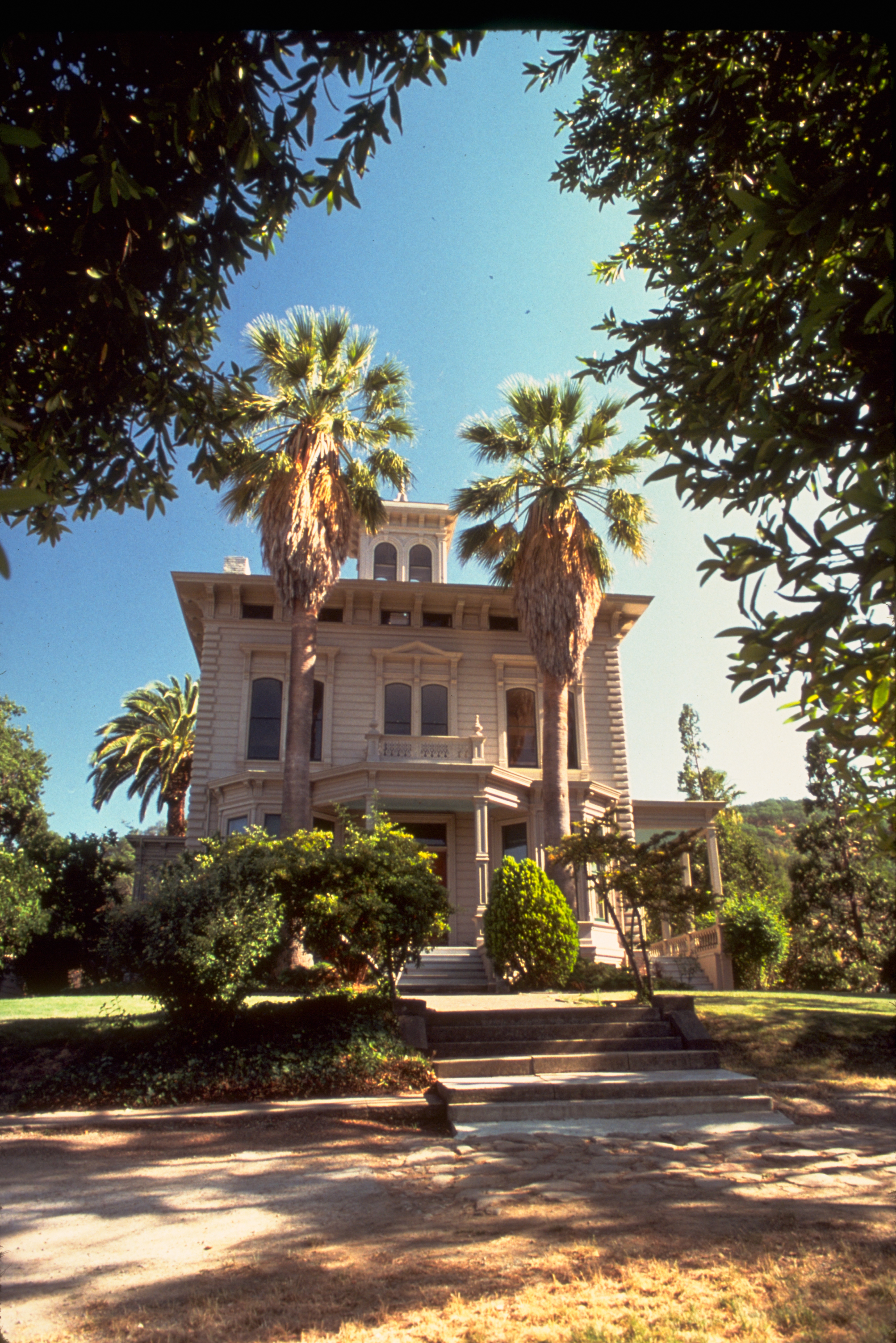
Dom Muira (Muir House), Martinez, Kalifornia

## Tereny i posiadłości Strentzelów dzisiaj
W dniu śmierci Johna Muira, właściciela posiadłości w Alhambra Valley, z jej rozległych obszarów pozostało bardzo niewiele. Życzeniem Muira było, aby dom i jego toczenie przeszły w posiadanie Sierra Club, ale ten obawiał się zbyt wysokich kosztów jego utrzymania. Po tym jak siostry Wanda i Helen sprzedały dom w 1915 r., przechodził on kilkakrotnie z rąk do rąk, a i sadownicze tereny samej doliny Alhambra Valley musiały, szczególnie w latach 1950., ustąpić miejsca budowie autostrad i osiedli mieszkaniowych. Dopiero w 1964 r. nieruchomość, zwana w międzyczasie Muir House, przeszła jako Muir National Historic Site na własność stanu Kalifornia i mieści muzeum jej najsłynniejszego ochroniarza przyrody.